# 長岡市立与板小学校
長岡市立与板小学校（ながおかしりつ よいたしょうがっこう）は、新潟県長岡市与板町東与板に所在する市立小学校。

## 概要
- 1873年（明治6年）12月24日に与板校として開校。
  - 全校生徒数424名（1年65名・2年58名・3年79名・4年75名・5年73名・6年74名、2008年（平成20年）度）。

## 沿革
- 1873年（明治6年）12月24日 - 学制発布に伴い与板校として開校。旧町会所を校舎として使用。
- 1880年（明治13年） - 公立与板小学校と改称。
- 1883年（明治16年）7月25日 - 大火により校舎・備品を全て焼失。
- 1892年（明治25年）6月16日 - 与板町立与板尋常小学校と改称。
- 1895年（明治28年）
  - 11月21日 - 馬場丁に新校舎竣工、移転（現長岡市与板支所）。
  - 11月22日 - 与板町立与板尋常高等小学校と改称。
- 1923年（大正12年）2月24日 - 校旗・校歌制定（作詞相馬御風・作曲中山晋平）
- 1937年（昭和12年）4月 - 東校舎・西体育館・南校舎竣工。
- 1941年（昭和16年）4月1日 - 与板町立与板国民学校と改称。
- 1943年（昭和18年）4月 - 本校内に与板町立与板高等女学校が開校。1948年（昭和23年）に新制高校へ改組、独立校舎竣工に伴い移転。
- 1944年（昭和19年）8月29日 - 葛飾区立堀切国民学校より疎開児童193名を受け入れる。
- 1947年（昭和22年）
  - 4月1日 - 与板町立与板小学校と改称。
  - 5月15日 - 本校内に与板中学校が開校。1954年（昭和29年）9月に独立校舎竣工に伴い移転。
- 1955年（昭和30年）4月4日 - 町村合併に伴い槇原・山沢地区の児童を大都小学校より本校へ転学。
- 1958年（昭和33年）4月5日 - 町村合併に伴い馬越地区の児童を山ノ脇小学校より本校へ転学。
- 1959年（昭和34年）4月4日 - 町村合併に伴い岩方地区の児童を山ノ脇小学校より本校へ転学。
- 1962年（昭和37年）4月25日 - 鉄筋校舎竣工（1975年（昭和50年）より現長岡市与板支所庁舎）。
- 1966年（昭和41年）4月1日 - 黒川小学校を統合。
- 1967年（昭和42年）7月25日 - プール竣工（現長岡市立与板幼稚園プール）。
- 1973年（昭和48年）10月17日 - 創立100周年記念式典挙行。三輪晁勢氏講演。
- 1974年（昭和49年）
  - 6月4日 - 東与板地区に新校舎竣工に伴い移転、竣工式挙行。
  - 6月24日 - 旧東校舎が火災で焼失。
- 1977年（昭和52年）8月2日 - プール竣工。
- 1981年（昭和56年）9月19日 - 新校旗制定。
- 1983年（昭和58年）5月20日 - 創立110周年記念事業としてグラウンド整備・楽器購入。
- 1984年（昭和59年）4月27日 - 「ふるさとの森」として学校環境保全林植樹。
- 1985年（昭和60年）
  - 4月14日 - 前庭花木園造園。
  - 5月19日 - グラウンド東側防砂林植樹。
- 1990年（平成2年）2月21日 - 学校資料室「正徳館」が開かれる。
- 1993年（平成5年）11月6日 - 創立120周年記念式典・祝賀会挙行。
- 1993年（平成5年）11月30日 - レインボーランド造園。
- 1996年（平成8年）3月30日 - 全日本リコーダーコンテスト合奏の部銀賞受賞。
- 1997年（平成9年）3月27日 - 全日本リコーダーコンテスト合奏の部銀賞受賞。
- 1998年（平成10年）3月26日 - 全日本リコーダーコンテスト合奏の部銀賞受賞。
- 1999年（平成11年）3月28日 - 全日本リコーダーコンテスト合奏の部銀賞受賞。
- 2000年（平成12年）3月28日 - 全日本リコーダーコンテスト合奏の部銅賞受賞。
- 2001年（平成13年）3月28日 - 全日本リコーダーコンテスト合奏の部銀賞受賞。
- 2003年（平成15年） - 創立130周年記念式典挙行。
- 2005年（平成17年） - 校舎大規模改修・改装工事竣工。
- 2006年（平成18年）1月1日 - 市町村合併に伴い長岡市立与板小学校と改称。
- 2013年（平成25年） -創立140周年記念式典挙行。

## 交通
- 越後交通「与板仲町」バス停徒歩8分

## 著名な出身者
- 大矢紀（画家、戦時中に一時疎開）
- 丸山晴美（節約アドバイザー・ファイナンシャルプランナー）
- 三輪晁勢（画家）